# 北岳廟
北岳廟（ほくがくびょう、簡体:北岳庙、繁体: 北嶽廟）は、中国の河北省、曲陽県にある道教寺院である。道教五岳の1つである恒山を祀る寺院として、宋代に建築された。当時、恒山一帯は遼の支配下にあった。元時代に建てられた徳寧之殿は同寺に現存する堂宇の中では最も古く、かつ規模の大きい木造建物である。北岳廟にはこのほか3つの門と八角円堂があり、また多数の石碑が残されている。

## 歴史
北岳廟の前身は北魏（386年 - 584年）または唐（618年 - 907年）の時代に建てられたものと考えられるが、この場所そのものは漢時代の紀元前2世紀頃には何らかの目的で使用されていたようである。寺は2回にわたって再建されている。1回目は契丹族によって950年代に破壊された後の991年であり、2回目は1270年である。1672年に記された曲陽県の史書に残る図によれば、伽藍はこのとき既に現在と同様の配置になっている。
宋時代、北岳廟は道教五岳の1つである北岳恒山を祀る役目を担っていた。当時、恒山一帯が遼（916年 - 1125年）に支配されていたためである。宋代の皇帝は自らの政治的正統性を主張し、道教教団の支持を得るために、北岳恒山を祀るための場所として北岳廟を選んだ。恒山そのものが宋ではなく夷敵の支配下にあっても、北岳廟から地理に導かれて山を祀ることが可能であると考えられていた。

## 建造物

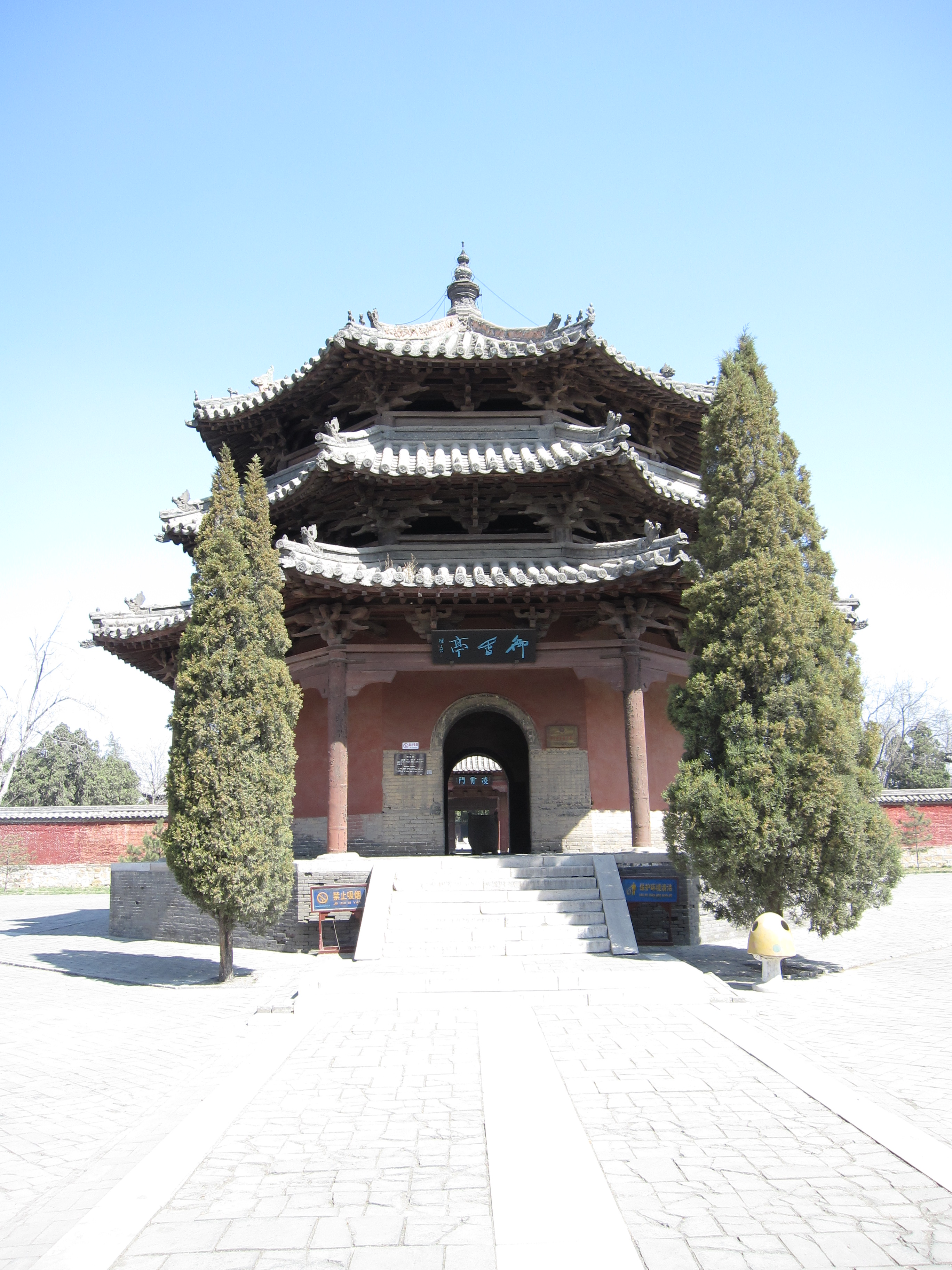
天一閣

北岳廟の伽藍は、南北の軸上に6つの堂宇が現存している。南から順に、門、明時代の建造である八角円堂の天一閣、さらに2つの門の後に徳寧之殿と続く。徳寧之殿前の巨大な基壇上に石像が並ぶが、この壇上にはかつて別の堂が存在した。同寺に掲げられている案内板によると、20世紀後半に建てられた建造物が多い。
北岳廟を取り囲む壁は、以前曲陽を守っていた城壁の一部である。南門はかつて町の主要門の1つとして使われていたものである。当時の町の城壁で現存するのは、現在この寺に使われている部分のみとなっている。また、北岳廟には制作時期が北魏時代から清時代に至るまでの石碑が137以上残されている。

### 徳寧之殿
北岳廟の中心となっているのは、元時代の1270年に建てられた徳寧之殿である。徳寧之殿の正面側には、「月台」と呼ばれる25メートル×20メートルの大きな基壇がある。徳寧之殿自体も高さのある基壇上に建てられており、堂内へは正面の階段か、月台に設けられた2つの階段のいずれかから進むことができる。基壇には白大理石の欄干が備え付けられており、擬宝珠のかわりに獅子像が据えられている。堂の大きさは桁行7間、梁間4間となっており、庇が周囲を取り囲んでいる。宋時代に編纂された建築書『營造法式』によれば、徳寧之殿で屋根を支えるために使われているのは、垂直、水平両方向に三手先の肘木が組まれている第6斗栱方式である。第6斗栱方式は宋時代から残る最も複雑な組物である。これらの複雑な組物と大理石の欄干、基壇の高さから、シュタインハートは、徳寧之殿を現存する元代の木造建築で最も重要なもの2つのうち1つに数えている。既に失われてしまった元朝の首都、大都の建築物に関して残された記録によれば、それらの建築物は、徳寧之殿に類似した特徴を持っているため、徳寧之殿は当時を代表する建築様式を表しているものと見られる。
徳寧之殿内には、3つの壁面に道教思想を表した壁画が描かれている。西側の幅17メートル×高さ7メートルの壁画は唐代に制作されたものとされ、地元の水神と飛天が描かれている。東側にはほぼ同じ大きさの壁画があり、竜王が描かれている。堂内には堂の建造時期よりも後に制作されたものと思われる9つの像が納められている。